# هوردگاریپ
هوردگاریپ (به هلندی: Hardegarijp) یک منطقهٔ مسکونی در هلند است که در تیچرکسترادیل واقع شده‌است. هوردگاریپ ۴٬۷۸۸ نفر جمعیت دارد.